# Augusto Roa Bastos
Augusto José Antonio Roa Bastos (Asunción, 13 de junio de 1917-Asunción, 26 de abril de 2005) fue un escritor, periodista y guionista paraguayo, considerado el autor más importante de Paraguay y uno de los más destacados en la literatura latinoamericana. Ganó el Premio Cervantes en 1989 y sus obras han sido traducidas a, por lo menos, veinticinco idiomas.
Producida en su mayor parte en el exilio, la obra de Roa Bastos se caracteriza por su retrato de la realidad del pueblo paraguayo a través de la recuperación de la historia de su país, la reivindicación de su carácter de nación bilingüe (Paraguay tiene el idioma guaraní como lengua oficial) y la reflexión sobre el poder en todas sus manifestaciones, tema central de su novela Yo el Supremo (1974), considerada su obra maestra y una de las cien mejores novelas del siglo XX en lengua castellana según el periódico español El Mundo.

El tema del poder, para mí, en sus diferentes manifestaciones, aparece en toda mi obra, ya sea en forma política, religiosa o en un contexto familiar. El poder constituye un tremendo estigma, una especie de orgullo humano que necesita controlar la personalidad de otros. Es una condición antilógica que produce una sociedad enferma. La represión siempre produce el contragolpe de la rebelión. Desde que era niño sentí la necesidad de oponerme al poder, al bárbaro castigo por cosas sin importancia, cuyas razones nunca se manifiestan.
Augusto Roa Bastos

## Biografía

### Primeros años (1917-1931)
Augusto Roa Bastos nació el 13 de junio de 1917 en Asunción, pero a los pocos meses su familia se trasladó a Iturbe, un pequeño pueblo que pertenecía al Distrito de Caazapá y que por decreto del poder ejecutivo pasó al Guairá, en una cultura bilingüe entre el guaraní y el castellano, donde transcurrieron sus primeros años. Su padre, Lucio Roa, era un hombre de carácter severo, de ascendencia española, exseminarista que trabajó como maderero y como empleado en un ingenio azucarero. Su madre, Lucía Bastos, de ascendencia franco-portuguesa, era una mujer de carácter sensible y cultivada, cantante aficionada y quien le proporcionó los primeros contactos con la literatura, especialmente la Biblia y las obras de Shakespeare. En esos primeros años, la educación de Roa y sus hermanos estuvo a cargo de su padre, que construyó una habitación que era utilizada como salón de clases, impartidas por él mismo.
A los 8 años fue enviado a Asunción para completar su educación; vivió con su tío abuelo, el obispo Hermenegildo Roa, quien continuó alentando su vocación lectora. De él expresó Roa: «Para mí fue mi verdadero padre. Era un sacerdote muy serio y austero, pero respaldaba la educación de todos sus sobrinos y sobrinas que vivían en el interior. Tenía libros que estaban prohibidos, especialmente para un niño de mi edad: entre ellos de Rousseau y Voltaire. Me decía que los leyera con mucho cuidado, pero por lo menos me dejaba hacerlo, porque era un hombre razonable e inteligente».[cita requerida]
Tras cursar primero en la escuela pública República Argentina, fue enviado como pupilo al Colegio San José. Allí lo encontró el estallido de la Guerra del Chaco, que enfrentó a Paraguay con Bolivia, y de la que Roa quiso participar junto con otros compañeros. Fue destinado como auxiliar de enfermería y aguatero, debido a su edad, experiencia que más tarde volcaría en su novela Hijo de hombre.

### Comienzos de su carrera literaria (1932-1946)
La carrera literaria de Roa se inició tempranamente, cuando a los trece años escribió, en coautoría con su madre, una pieza teatral, La carcajada, que representaron en diferentes pueblos a fin de recolectar donaciones para los soldados, y dos años más tarde escribió su primer relato, Lucha hasta el alba, que creyó perdido durante años hasta que fue hallado y publicado en 1979. Al término de la guerra se desempeñó como empleado bancario y en diversos oficios, entre ellos, como periodista del diario El País. En 1942 se casó con Lidia Mascheroni, con quien tuvo tres hijos: Carlos Alberto (fallecido a los dos años), Mirta y Carlos. El mismo año publicó el poemario El ruiseñor de la aurora, más tarde repudiado por el autor, y en 1944 formó parte del grupo «Vy'a Raity» («El nido de la alegría» en guaraní), decisivo para la renovación poética y artística de Paraguay en la década del 40, junto a autores como Josefina Plá y Hérib Campos Cervera. 
En 1945 pasó un año en Inglaterra invitado por el British Council y como corresponsal de guerra de El País; allí entrevistó al general De Gaulle; de allí pasó a Francia y asistió como periodista a los juicios de Núremberg en Alemania.

### Los años de exilio: Argentina y Francia (1947-1989)
En 1947 un intento de golpe de Estado contra el dictador Higinio Morínigo inició un período de grave inestabilidad política, marcado por una guerra civil y una sucesión de presidentes débiles y gobiernos de facto, etapa que culminó en 1954 con la asunción del general Alfredo Stroessner, quien instauró una dictadura que se extendería por treinta y cinco años. En este contexto, el ministro de Hacienda Juan Natalicio González ordenó la captura de Roa Bastos, acusándolo de comunista, pese a que el escritor no tenía ninguna militancia política. González sentía una especial inquina contra Roa, ya que tenía pretensiones literarias, y este había ridiculizado sus escritos sobre historia de la cultura en el Paraguay, además de haberse negado a saludarlo en una recepción oficial y haber publicado varios artículos contrarios al gobierno. Cuando la policía fue a buscarlo a su casa, escapó escondiéndose en el tanque de agua durante dos días. Tras permanecer tres meses como refugiado en la embajada de Brasil, se estableció en Buenos Aires; allí publicó la mayor parte de su obra.
Ya instalado en Argentina, debutó como narrador en 1953 con el libro de cuentos El trueno entre las hojas, donde ensaya un primer acercamiento al medio rural paraguayo, en el que la cosmovisión guaraní convive con la explotación, la miseria y la violencia, mostradas con un crudo naturalismo.
Durante esos años se desempeñó en los más diversos oficios: empleado en una compañía de seguros, colaborador en la revista Alcor, dirigida por el escritor Rubén Bareiro Saguier, redactor en el diario Clarín (por recomendación de otros dos exiliados, el diseñador Andrés Guevara y el poeta Elvio Romero), vendedor de chafalonías y repelentes de mosquitos, mozo de dormitorio en un albergue transitorio; pero en 1958 inició su labor como guionista de cine, que no tardó en convertirse en su principal fuente de ingresos. Llegó a firmar los guiones de doce largometrajes, trabajando con jóvenes actores-directores como Armando Bó y Lautaro Murúa y con directores más veteranos como Lucas Demare y Enrique Carreras. Al mismo tiempo, también hizo amistad con escritores como Ernesto Sabato y Tomás Eloy Martínez.
Hijo de hombre (1960) marcó el comienzo del período más importante de su obra. En esta novela, el ambiente campesino y el trasfondo de la mitología guaraní vuelven a estar presentes en un trabajo mucho mejor logrado. La obra se estructura a partir de dos líneas narrativas: por un lado, el relato de Miguel Vera, protagonista y narrador principal; por otro, relatos independientes entre sí pero que complementan y explican hechos y personajes aludidos por Vera en su narración. Ambientada en diferentes localidades del interior del Paraguay (sobre todo Itapé y Sapukai), el arco temporal abarca alrededor de treinta años, aludiendo a acontecimientos como la Revolución de 1912 y la Guerra del Chaco (1932-1935).
Ganadora del Premio Internacional de Novela de Losada en 1959, el Primer Premio Municipal y la Faja de Honor de la SADE, la novela tuvo un buen recibimiento de la crítica y supuso el reconocimiento de Roa Bastos como exponente de la nueva narrativa hispanoamericana, en el marco del Boom latinoamericano. No obstante, aunque reconoció la calidad de los autores integrantes de este movimiento, Roa nunca se consideró parte de él, como declaró en varias ocasiones, principalmente por su rechazo al marketing editorial. Por entonces, tras una breve relación con Isabel Duarte, de la que nació su hijo Augusto, formó pareja con la argentina Amelia Nassi.
Durante los años siguientes continuó escribiendo relatos en los que incorporó una paulatina complejización de los niveles textuales, aunque sin abandonar los temas y ámbitos de sus obras anteriores. Estos relatos fueron reunidos en cuatro libros (El baldío, Los pies sobre el agua, Madera quemada y Moriencia), tres de los cuales retoman textos ya publicados, en un gesto que la crítica ha considerado como una forma de Roa Bastos de repensar su propia producción, considerando su obra como un sistema textual donde los elementos pueden adquirir connotaciones diferentes, en relación con el conjunto del que forman parte.
La complejización de niveles textuales finalmente cristalizaría en su segunda novela, Yo el Supremo (1974), un proyecto que le tomó seis años de trabajo y lo agotó físicamente. En esta obra, Roa Bastos recupera la figura histórico-mítica de José Gaspar Rodríguez de Francia, padre de la independencia paraguaya, que gobernó el país como Dictador Supremo entre 1814 y 1840, aislándolo del exterior. A través de la voz del Supremo (y de otras voces que se infiltran y acotan, discuten, contradicen, por medio de paratextos como glosas y notas al pie), Roa Bastos hace una profunda y compleja reflexión sobre el poder absoluto y el carácter del propio texto novelístico.
Considerada su obra maestra y una cumbre de la literatura castellana, Yo el Supremo terminó de darle a Roa el reconocimiento internacional y tuvo una excelente recepción de la crítica, recibiendo elogios de escritores como Tomás Eloy Martínez («es uno de esos grandes libros-madre a partir del cual nacerá la literatura de los años venideros»), Ricardo Piglia («Si se quiere ver qué niveles puede alcanzar una práctica revolucionaria en literatura, léase Yo El Supremo de Roa Bastos: esa novela admirable, sin duda la mejor que ha producido la narrativa latinoamericana desde La vida breve»), Norberto Soares («una de las mayores novelas del continente»), Alejo Carpentier («después del Quijote, Yo el Supremo») y
Mario Benedetti («desde Pedro Páramo, la excelente narrativa latinoamericana no producía una obra tan original e inexpugnable como Yo el Supremo»).
Con el golpe de Estado de 1976, la obra fue prohibida por el dictador Jorge Rafael Videla y Roa aprovechó una invitación de la Universidad de Toulouse para exiliarse en Francia, donde permaneció como profesor de literatura latinoamericana y guaraní hasta 1996. Allí conoció a su tercera pareja, Iris Giménez, docente francesa hija de españoles, con quien tuvo tres hijos: Francisco, Silvia y Aliria. De sus años en Argentina dijo más tarde: «Realmente nunca me sentí exiliado en Argentina, país en que me habría gustado nacer si el Paraguay no hubiera existido. Y Buenos Aires siempre fue para mí y lo seguirá siendo hasta el fin de mis días la ciudad más hermosa del mundo, intemporal, cosmopolita y mágica. Un puro espejismo sobre el vértigo horizontal de la llanura pampeana. No comprenderé nunca por qué Borges se alejó de ella para morir».
En 1982 apareció la versión francesa de Hijo de hombre, con el título Fils d'homme y en traducción de su esposa. Esta versión tiene notables cambios con la original aparecida veintidós años antes, como incluir un capítulo nuevo y numerosas adiciones y supresiones en varias partes del texto, además de una «Nota del autor» en la que este teoriza sobre su "poética de las variaciones", que ya venía desarrollando con la labor de reescritura de sus cuentos y poesía: sobre todo aquella inspirada en la mitología guaraní que, según Brochard y Ruiz Zubizarreta, sería no solo el ejemplo más acabado de la poética de las variaciones sino que quizás su inspiración. La revisión de Hijo de hombre se publicó en español un año después con nuevas modificaciones.
El 30 de abril de ese año, tras ingresar a su país para registrar a su hijo Francisco, fue detenido, privado de la nacionalidad paraguaya y deportado por el régimen de Stroessner a la ciudad argentina de Clorinda, provincia de Formosa, con el argumento de difundir ideas marxistas-leninistas en espacios educativos. A raíz de este episodio, la crítica a la dictadura stronista, hasta entonces velada, se volvería el tema central de sus textos, tanto en sus artículos, en los que denunciaba sus crímenes y llamaba «tiranosaurio» al dictador, como en sus últimas novelas.
Al mismo tiempo que desplegaba su labor de denuncia, desde Europa se sucedieron las distinciones: en respuesta a su deportación, el gobierno español le otorgó la ciudadanía honoraria por méritos especiales en 1983, y tres años después se le otorgó el Premio de la Fundación Pablo Iglesias junto con Olof Palme; mientras que en Francia se le otorgó el Premio de los Derechos Humanos por su libro Récits de la nuit et de l´aube, y el Gobierno le concedió la nacionalidad francesa. No obstante, el reconocimiento más importante le llegó en 1989, cuando fue anunciado como ganador del Premio Cervantes, el más alto galardón de las letras castellanas. El 3 de febrero de ese año un levantamiento militar derrocó a Stroessner, poniendo fin al largo exilio de Roa Bastos.

### Regreso a Paraguay y últimos años (1989-2005)
Después de la caída de Stroessner, Roa permaneció en Francia algunos años más, aunque volvía a Paraguay regularmente, una o dos veces al año. A principios de la década de 1990 adaptó Yo el Supremo al teatro y publicó una serie de novelas: Vigilia del Almirante (1992), El fiscal (1993), Contravida (1994) y Madama Sui (1995). Con excepción de la primera, dedicada a la figura de Cristóbal Colón, todas ellas retoman los ambientes y temas de obras anteriores, aunque centrados en la crítica al régimen stronista, que se vuelve explícita, además de acentuar la presencia del discurso feminista, otra constante de toda su obra que en estas novelas adquiere mayor protagonismo. Según Roa, El fiscal conforma una «trilogía sobre el monoteísmo del poder» junto con sus dos primeras novelas; sin embargo, pese a tener una buena recepción (Madama Sui obtuvo el Premio Nacional de Literatura), ninguna de estas obras alcanzó la repercusión de aquellas.
En 1996, la Universidad de Alcalá de Henares le ofreció una cátedra, idea que entusiasmó a Roa, al punto de que incluso consideró instalarse en esa ciudad; sin embargo, finalmente decidió radicarse definitivamente en su país, ya separado de su mujer, después de casi cincuenta años de ausencia, con la idea de ayudar a los jóvenes y trabajar en la difusión de la lectura desde una Fundación que planeaba crear con el dinero del Cervantes. Desde su retorno y hasta sus últimos días escribió una columna de opinión en el diario Noticias de Asunción.
Ya octogenario, los problemas cardiovasculares que Roa arrastraba desde la época de la escritura de Yo el Supremo se agravaron. Tras sufrir una serie de episodios cardíacos a fines de 1998, fue trasladado a Buenos Aires, donde se le practicó un baipás coronario en la Fundación Favaloro. En 2003 visitó Cuba invitado por Fidel Castro. Durante su estadía fue objeto de homenajes, siéndole otorgada la Medalla José Martí de parte del gobierno cubano, en reconocimiento a su obra y su apoyo a la revolución.
A fines de marzo de 2005, los dos hijos mayores de Roa presentaron una demanda contra Cesarina Cabañas, la acompañante del escritor. El juicio estuvo marcado por acusaciones cruzadas entre la mujer y los familiares, quienes alegaron que existían testimonios de que Cabañas dejaba encerrado a Roa, restringiendo las visitas y desconectando el teléfono para evitar la comunicación con ellos, además de haberle sustraído una fuerte suma de dinero en complicidad con Alejandro Maciel, médico y secretario del escritor. Cabañas fue finalmente condenada a seis años de prisión, bajo los cargos de abandono de persona y robo agravado. En 2010, la justicia le concedió la libertad condicional.
Un mes más tarde, Roa Bastos fue intervenido de urgencia en el sanatorio Santa Clara, por un traumatismo de cráneo provocado por una caída en su domicilio. Tras permanecer convaleciente unos días, falleció el 26 de abril debido a un infarto, a los 87 años. El Gobierno decretó tres días de duelo nacional, durante los cuales el cuerpo del escritor fue velado en el Centro Cultural del Cabildo de Asunción con honores de jefe de Estado. Cumpliendo su testamento, sus restos fueron cremados y sus cenizas depositadas en el panteón de sus padres del cementerio de la Recoleta, en la capital paraguaya.
Dos obras en las que trabajaba antes de fallecer se extraviaron: la novela Un país detrás de la lluvia y el libro de aforismos de tono surrealista Los 1000 y un proverbios rebeldes. También se perdieron su primera novela, Fulgencio Miranda, con la que obtuvo en 1941 el premio Ateneo Paraguayo; La caspa, que escribió en su exilio en Francia y varias obras de teatro y guiones de cine escritos en su exilio en Argentina. El 23 de abril de 2017 se anunció el hallazgo de las crónicas que Roa escribió para El País de Asunción durante su estancia en la Inglaterra de posguerra, agrupadas bajo el título La Inglaterra que yo vi, y que serán publicadas próximamente.
En 2011, el Congreso Nacional aprobó una ley que autorizaba el traslado de las cenizas de Roa Bastos al Panteón de Héroes Nacionales, iniciativa que tuvo el apoyo de los dos hijos del autor residentes en el país, pero no de la familia residente en Francia, que inició acciones legales para impedir lo que consideraban una contravención a su voluntad. Ante la polémica, el gobierno decidió suspender la iniciativa.

## Homenajes
- En el año 2006, Mirta Roa Mascheroni, hija del escritor, creó la Fundación Augusto Roa Bastos, cuyos objetivos, enunciados en su estatuto, son "preservar la memoria de Augusto Roa Bastos; recopilar, proteger y difundir su obra, proyectando hacia la sociedad su compromiso con la defensa de la identidad cultural iberoamericana y promover la educación entre los jóvenes, mediante la difusión del libro como valor fundamental para el desarrollo humano".[57]

- Desde el año 2009, la Fundación otorga el Premio Roa Bastos de Novela Inédita, a fin de difundir a jóvenes autores paraguayos actuales. Hasta el momento se han celebrado cuatro ediciones.[58]

- En 2017, en el marco del centenario de Roa Bastos, se organizaron diversos homenajes en Paraguay, Argentina y España. Los mismos incluyeron actos conmemorativos en las Ferias del Libro de Asunción y Buenos Aires,[59][60] dos muestras en la Biblioteca Nacional Argentina,[61][62] mesas de discusión y reediciones de sus libros más significativos a cargo de editoriales independientes.[63]

- En Asunción se instaló una escultura de tamaño natural en la Plaza Uruguaya,[64] réplica de la que se inauguró poco antes en el Parque Iberoamericano de la ciudad de Santo Domingo, República Dominicana.[65]

- En noviembre de 2017, la Real Academia Española presentó una edición conmemorativa de Yo el Supremo. Como en el resto de los títulos de la colección, la obra se acompaña de una serie de estudios monográficos y breves ensayos, así como una bibliografía básica, un índice onomástico y un glosario de voces utilizadas en la novela, además de una cronología de los sucesos históricos que se produjeron durante el arco temporal acotado por la novela.[66][67]

## Obras

### Novelas
- Hijo de hombre, Losada, Buenos Aires, 1960.
- Yo el Supremo, Siglo XXI, Buenos Aires, 1974.
- Vigilia del Almirante, Alfaguara, Madrid, 1992.
- El fiscal, Alfaguara, Madrid, 1993.
- Contravida, Alfaguara, Madrid, 1994.
- Madama Sui, Alfaguara, Madrid, 1995.

### Cuentos
- El trueno entre las hojas, Losada, Buenos Aires, 1953. Contiene diecisiete cuentos:
  - Carpincheros, El viejo señor obispo, El ojo de la muerte, Mano Cruel, Audiencia privada, La excavación, Cigarrillos “Máuser”, Regreso, Galopa en dos tiempos, El karuguá, Pirulí, Esos rostros oscuros, La rogativa, La gran solución, El prisionero, La tumba viva y El trueno entre las hojas.
- El baldío, Losada, Buenos Aires, 1966. La primera edición contenía once cuentos:
  - El baldío, Contar un cuento, Encuentro con el traidor, La rebelión, El aserradero, Borrador de un informe, La tijera, Hermanos, La flecha y la manzana, Él y el otro y El pájaro mosca. En ediciones posteriores se agregaron dos relatos, Juegos nocturnos y Kurupí.
- Los pies sobre el agua, CEAL, Buenos Aires, 1967. Contiene diez cuentos, dos de los cuales forman parte de la novela Hijo de hombre y cinco de las dos colecciones anteriores:
  - Nonato, Macario, Borrador de un informe, El karuguá, Ajuste de cuentas, La rebelión, Hogar, Niño-azoté, La gran solución y La excavación.
- Madera quemada, Editorial Universitaria de Chile, Santiago, 1967. Contiene diez cuentos, ocho ya aparecidos en colecciones anteriores:
  - Kurupí, Bajo el puente, Niño-azoté, El baldío, Él y el otro, El viejo señor obispo, La excavación, El prisionero, La tumba viva y El trueno entre las hojas.
- Moriencia, Monte Ávila, Caracas, 1969. Contiene quince cuentos, once ya aparecidos en otras colecciones, divididos en tres secciones:
  - I. Moriencia: Moriencia, Nonato, Bajo el puente, Ración del león y Cuerpo presente.
  - II. Juegos nocturnos: Juegos nocturnos, Contar un cuento y Él y el otro.
  - III. Borrador de un informe: Borrador de un informe, Encuentro con el traidor, El baldío, El aserradero, La flecha y la manzana, El pájaro mosca y La rebelión.
- El sonámbulo, Servilibro, Asunción, 1976. Novela corta.
- Lucha hasta el alba, Arte Nuevo, Asunción, 1979. Primer relato de Roa Bastos, escrito a los quince años.

Cuentos infantiles
- El pollito de fuego, Ediciones de la Flor, Buenos Aires, 1974.
- Los Juegos 1: Carolina y Gaspar, Ediciones de la Flor, Buenos Aires, 1979.
- Los Juegos 2: La casa de invierno - verano, Ediciones de la Flor, Buenos Aires, 1981.

### Poesía
- El ruiseñor de la aurora, y otros poemas, Imprenta Nacional, Asunción, 1942.
- El naranjal ardiente, nocturno paraguayo, Diálogo, Cuadernos de la Piririta, Asunción, 1960. Poemas escritos entre 1947 y 1949.

### Teatro[68]
- Alma de tradición (1944) en colaboración con Veldovinos, Montórfano, Mongelós, Fernández e Islas
- El niño del rocío (1945)
- Mientras llega el día (1946)
- Yo el Supremo (1991)
- La tierra sin mal (1998)
- Pancha Garmendia y Elisa Lynchs: Ópera en cinco actos (2011) - guion inédito editado póstumamente, adaptable como ópera lírica, pieza teatral o cinematográfica.[69]

### En colaboración
- Novelistas criollistas latinoamericanos (1975) en colaboración con Manuel Rojas y Jorge Amado
- Coronario de Guido Boggiani (1977) en colaboración con Viriato Díaz-Pérez y Raúl Amaral
- Las culturas condenadas (1978) con Bartomeu Melià, León Cadogan y otros autores, antología de canciones y leyendas guaraníes.
- Los conjurados del quilombo del Gran Chaco (2001) en colaboración con Alejandro Maciel, Eric Nepomuceno y Omar Prego Gadea
- Polisapo (2002) en colaboración con Alejandro Maciel

### Antologías[70][71]
- Cuerpo presente y otros textos (1972)
- Antología personal (1980)
- Contar un cuento, y otros relatos (1984)
- Metaforismos (1996)
- Poesías reunidas (1998)
- Hombres del país de la luna (2001)
- Penal, El Paraíso y otros cuentos (2005)
- Cuentos para la humanidad joven (2006)
- El libro de los libros de Augusto Roa Bastos (2006)
- Cuentos completos (2007 en dos tomos, 2008 tomo único)
- Cuentos de Augusto Roa Bastos (2010)

### Filmografía
Guionista
- El trueno entre las hojas (1958)
- Sabaleros (1959)
- La sangre y la semilla (1959)
- Shunko (1960)
- Hijo de hombre (1961)
- Alias Gardelito (1961)
- El último piso (1962)
- El terrorista (1962)
- La boda (1964)
- Soluna (1967)
- Ya tiene comisario el pueblo (1967)
- La Madre María (1974)

Autor
- El trueno entre las hojas (1958)
- Castigo al traidor (1966)

Idea original
- La Madre María (1974)

Argumento
- El terrorista (1962)
- El demonio en la sangre (1964)

## Méritos[72]
- Premio British Council, Gran Bretaña, 1948.
- Premio Concurso Internacional Novela Editorial Losada con Hijo de hombre, Argentina, 1959.
- Gran Premio de Honor de la Sociedad Argentina de Escritores, 1961.
- Insignia Orden francesa de las Artes y las Letras, 1985.
- Premio Derechos Humanos (NDH) por “Récits de la nuit et de l'aube”, Francia, 1985.
- Premio Fundación Pablo Iglesias, España, 1986.
- Premio de las Letras Memorial de América Latina, Brasil, 1988.
- Premio Miguel de Cervantes, España, 1989.
- Hijo predilecto de Asunción, 1994.
- Premio Nacional de Literatura de Paraguay con Madama Sui, 1995.
- Caballero Legión de Honor, Francia, 1997.
- Medalla chilena Felipe Herrera, 1999.
- Comendador de la Orden del Libertador San Martín, 2003.
- Insignia Orden José Martí, Cuba, 2003.
- Medalla paraguaya Honor Presidencial Centenario Pablo Neruda, 2004.
- Premio Konex Mercosur, Argentina, 2004.

| Predecesora: María Zambrano | Premio Miguel de Cervantes 1989 | Sucesor: Adolfo Bioy Casares |